# (6256) Canova
(6256) Canova es un asteroide perteneciente al cinturón de asteroides, región del sistema solar que se encuentra entre las órbitas de Marte y Júpiter, descubierto el 24 de septiembre de 1960 por Cornelis Johannes van Houten en conjunto a su esposa también astrónoma Ingrid van Houten-Groeneveld y el astrónomo Tom Gehrels desde el Observatorio del Monte Palomar, Estados Unidos.

## Designación y nombre
Designado provisionalmente como 4063 P-L. Fue nombrado Canova en homenaje a Antonio Canova, escultor italiano de estilo clasicista. Opuesto a la forma salvaje del estilo barroco, trabajó en un estilo realista con una forma tranquila y suave. Hizo retratos imaginarios de Napoleón y su familia. Una de sus esculturas más famosas es 'Eros y Psique'.

## Características orbitales
Canova está situado a una distancia media del Sol de 2,438 ua, pudiendo alejarse hasta 2,853 ua y acercarse hasta 2,023 ua. Su excentricidad es 0,170 y la inclinación orbital 4,181 grados. Emplea 1390,80 días en completar una órbita alrededor del Sol.

## Características físicas
La magnitud absoluta de Canova es 15,6. 